# Kurmanbek Bakijew

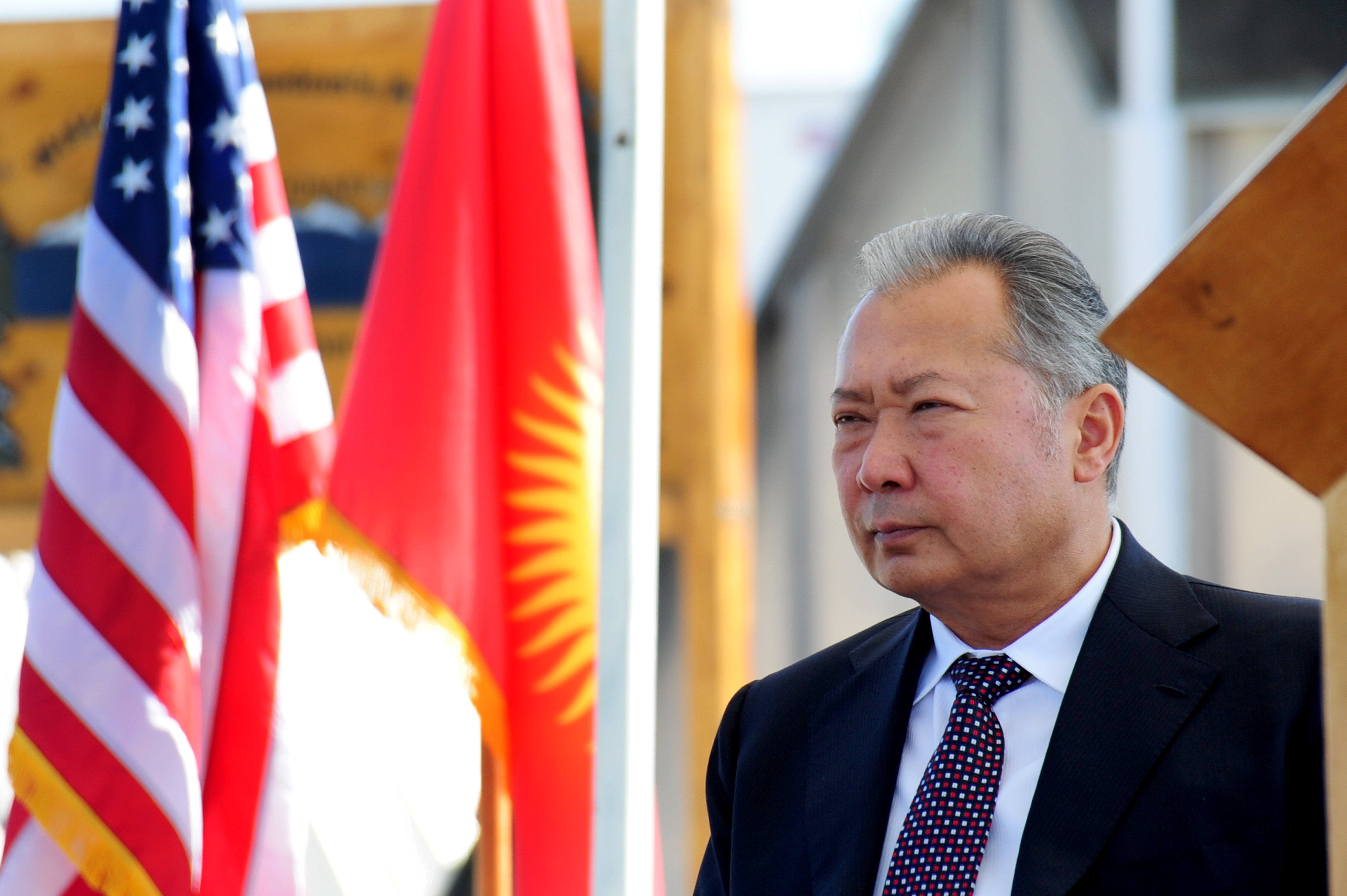
Kurmanbek Bakijew, 2009

Kurmanbek Salijewitsch Bakijew (kirgisisch Курманбек Сали уулу Бакиев, Kurmanbek Sali uulu Bakijew; russisch Курманбек Салиевич Бакиев; * 1. August 1949 in Massadan bei Susak, Kirgisische SSR) war von 2005 bis 2010 Staatspräsident Kirgisistans.

## Leben

### Jugend und frühe Karriere
Kurmanbek Bakijew kam am 1. August 1949 in Massadan in der Landgemeinde Yrys im Rajon Susak des südkirgisischen Oblus Dschalal-Abad auf die Welt. Sein Vater war Leiter eines Kolchos.
1972 schloss Bakijew im russischen Samara ein Studium der Elektrotechnik ab und arbeitete zunächst auch dort. 1974 bis 1976 leistete er seinen Militärdienst. Nach seiner Rückkehr nach Kirgisistan 1979 war er in einer Steckerfabrik in Dschalal-Abad tätig, wo er 1979 stellvertretender Chefingenieur und 1990 Direktor wurde.

### Politische Laufbahn
Ab 1990 hatte er verschiedene Ämter in der KPdSU und politische Funktionen inne, zunächst als Erster Sekretär der Kommunistischen Partei in Kökdschanggak, dann Vorsitzender des Obersten Sowjets dieser Stadt und schließlich Stellvertretender Vorsitzender des Obersten Sowjets der Oblast Dschalal-Abad. 1995 wurde er von Präsident Askar Akajew zum Gouverneur des Oblus Dschalal-Abad bestellt. Im April 1997 wechselte er in das Amt des Gouverneurs des Oblus Tschüi. Am 21. Dezember 2000 wurde er nach der Parlamentswahl in Kirgisistan 2000 Premierminister Kirgisistans. Nur 17 Monate später, am 22. Mai 2002, legte er dieses Amt nieder, nachdem in der südkirgisischen Stadt Aksy sechs Demonstranten von der Sicherheitspolizei erschossen worden waren.
Später wurde er der Vorsitzende einer der verschiedenen oppositionellen Bewegungen von Kirgisistan. Im Zuge der Tulpenrevolution wurde er am 24. März 2005 zum Chef einer Übergangsregierung und am Tag danach zum Übergangspräsidenten bestimmt. Am 10. Juli 2005 wurde er mit 88,9 % der Stimmen (bei 74,6 % Wahlbeteiligung) zum Präsidenten gewählt, nachdem er im Vorfeld der Wahl ein Zweckbündnis mit Felix Kulow geschlossen hatte. Am 14. August 2005 wurde Bakijew vereidigt.
Im Oktober 2007 ließ Bakijew ein Referendum über eine Verfassungsänderung abhalten, die die Kompetenzen des Staatspräsidenten stärken sollte. Nach Annahme des Änderungsvorschlages löste er das Parlament auf und entließ die Regierung. Für Dezember 2007 wurden Neuwahlen angesetzt. Vor dem Verfassungsreferendum wurde am 15. Oktober die Bakijew unterstützende Partei „Ak Dschol“ gegründet, in die im Laufe des Oktobers viele Parlamentsabgeordnete eintraten. Im Juli 2008 wurde mit Nariman Tuleyev ein Vertrauter Bakijews Bürgermeister von Bischkek.
Bei der Präsidentschaftswahl 2009 wurde Bakijew mit 76,1 % der Stimmen im Amt bestätigt.
Bei den Unruhen im April 2010 verkündete die Opposition, dass Bakijew am 7. April 2010 gestürzt worden sei. Dieser ging zunächst in seine Heimatregion im Süden des Landes und erklärte, er sei der rechtmäßige Präsident Kirgisistans und der Umsturz sei illegal. Erst nachdem die durch bisherige Oppositionspolitiker gebildete Übergangsregierung unter der ehemaligen Außenministerin Rosa Otunbajewa gedroht hatte, notfalls Gewalt anzuwenden und Bakijew vor Gericht zu stellen, erklärte dieser am 15. April seinen Rücktritt und setzte sich ins benachbarte Kasachstan ab.

### Exil
Am 20. April reiste Bakijew mit Hilfe der belarussischen Regierung nach Minsk aus, wo er erklärte, er bleibe Präsident Kirgisistans und die Regierung unter Rosa Otunbajewa sei illegal. Im Februar 2012 wurde bekannt, dass Kurmanbek Bakijew die belarussische Staatsbürgerschaft erhalten und sich in der Nähe von Minsk ein Haus gekauft hat.
Am 12. Februar 2013 wurde Bakijew vom Bischkeker Kriegsgericht in Abwesenheit zu 24 Jahren Haft und zur Konfiskation seines Vermögens verurteilt.
Am 25. Juli 2014 ist er wegen der gewaltsamen Niederschlagung von regierungsfeindlichen Protesten im April 2010 bei dem 77 Menschen ums Leben kamen, von einem Gericht in Bischkek in Abwesenheit zu lebenslanger Haft verurteilt worden. Bakijew lebt seit April 2010 im Exil in Belarus. Sein Bruder Schanibek Bakijew, der frühere Chef des staatlichen Personenschutzes, wurde zu einer lebenslangen Haftstrafe und sein Sohn Maxim Bakijew wegen Geldwäsche zu einer 10-jährigen Haftstrafe verurteilt.
In einem Interview mit dem belarussischen Portal TUT.BY im November 2015 sagte Bakijew, er sei jederzeit bereit, vor Gericht auszusagen und die gegen ihn erhobenen Anschuldigungen zu widerlegen. Ein derartiger Prozess solle allerdings nicht in Kirgisistan, wo es keine unabhängige Justiz gäbe, stattfinden. Der Grund, weshalb er 2010 aus dem Land geflohen sei, läge in seinem Willen, nicht noch mehr Blutvergießen zu verursachen. Der kirgisische Präsident Sadyr Dschaparow sagte, sollte Bakijew nach Kirgisistan zurückkehren, würde er festgenommen.